# Seinsvergessenheit
Seinsvergessenheit (auch Seinsverlassenheit) ist ein Terminus des Philosophen Martin Heidegger, mit welchem dieser verschiedene Aspekte der abendländischen Metaphysik, Wissenschaft und Philosophie bezeichnet. Für Heidegger äußert sich Seinsvergessenheit in erster Linie dadurch, dass die ontologische Differenz nicht bedacht wird, d. h. der Unterschied zwischen Sein und Seiendem.

## Die Seinsfrage inSein und Zeit
Der Begriff trifft auf eine Vielzahl von Beobachtungen zu, eine erste wesentliche Erwähnung findet sich in Sein und Zeit, wenn Heidegger hier auch noch nicht den Titel der „Seinsvergessenheit“ wählt. In Sein und Zeit macht Heidegger die Seinsvergessenheit am Versäumnis der Frage nach dem Sinn von Sein fest. Eine Frage, welche, so Heidegger, in Vergessenheit geraten ist und für welche überhaupt erst wieder ein Verständnis geweckt werden muss. Um eine Freilegung des Seins zu ermöglichen, bedarf es nach Heidegger zunächst einer fundamentalontologischen Untersuchung des „Daseins“ (Heideggers Begriff für den Menschen).
Das Dasein erweist sich in Sein und Zeit zum Beispiel deshalb als seinsvergessen, da es sich meist nur „aus der Welt heraus“ versteht, das heißt, seine Interpretation der Welt strahlt auf die Selbstinterpretation zurück: Dasein versteht sich als Ding unter Dingen und vergisst hierüber seine eigentlich existenziale Konstitution, dass es nämlich nur im Vollzug des Lebens ist. Diesen Vollzug sieht Heidegger außerdem hauptsächlich durch kulturelle Verständnis- und Wahrnehmungsformen geprägt, zu denen sich das Dasein meist nicht bewusst verhält und so gleichsam entlang dieser Muster „gelebt“ wird. Dieser seinsvergessenen „Verfallenheit an das Man“, also das Aufgehen in Klischees der Rede und des Denkens, stellt Heidegger ein Konzept des „eigentlichen Selbstseinkönnens“ gegenüber.
Weiterhin richtet sich die in Sein und Zeit gemachte Anstrengung gegen die kartesische Subjektivität, welcher Heidegger das In-der-Welt-Sein gegenüberstellt. Heidegger beschreibt mittels des In-der-Welt-Seins, wie es ist, Dasein zu sein, und möchte so zeigen, dass die descartische Subjekt-Objekt-Spaltung, bzw. das unabhängige Existieren von Welt und Dasein, phänomenologisch nicht haltbar ist.

## Ausprägungen

### Metaphysik
Nach Heidegger setzt die Seinsvergessenheit in der abendländischen Philosophie bei Platon ein, welcher in seinen Ideendialogen einzig die Ideen als wirklich Seiendes ansetzt und damit die Welt als von diesem höchsten Seienden abgeleitet auffasst. Aristoteles schließlich wird in gewisser Ähnlichkeit zu Platon das Sein auf die Substanz zurückführen: Einzig ihr kommt Realität zu und alle anderen Bedeutungen von Sein sollen sodann auf die Substanz zurückgeführt werden, sei dies nun Existenz, Wirklichsein/Möglichsein, Wahrsein/Falschsein, Ursache oder sonstige Kategorien. Ebendiese Rückführung auf ein einzig Seiendes (ontologischer Reduktionismus) macht für Heidegger die metaphysische Seinsvergessenheit aus.
Unabhängig hiervon lässt sich, nach Heidegger, in der Metaphysik eine Grundtendenz ausmachen, überhaupt nur von Dingen als vorhanden, im Sinne von bloßer „Materie“, zu sprechen. Substanz und Materie sind jedoch verweisungsarm und haben keinen sinnhaften Bezug zu anderen Dingen in der Welt, wie dies zum Beispiel bei Werkzeugen der Fall ist: Der Hammer verweist auf den Nagel und dieser auf das Brett zum Hausbau. Das, was er ist, bestimmt sich nur in einer Welt als Bedeutungsganzheit und das Wesen des Hammers ist nur in Bezug auf seinen zukünftigen Gebrauch zu verstehen – es zeigt sich also, dass für die Bestimmung des Seins des Hammers die Zeit von wesentlicher Bedeutung ist. Gebrauchsgegenstände kommen hingegen in einer Ontologie, die allein die zeitlos ewige Substanz als Realität annimmt, nicht vor. Um dieses Problem explizit zu machen, unterscheidet Heidegger daher in „Sein und Zeit“ zwischen „Vorhandenem“ und „Zuhandenem“ (z. B. Werkzeug). Ein Hammer ist dabei für Heidegger primär durch seinen sinnhaften Bezug zum Menschen und zu anderen Dingen in der Welt charakterisiert. Dies macht sein Sein aus. Erst wenn er von dem Beziehungsgeflecht entkleidet wird – beispielsweise indem er auf eine Waage zwecks Gewichtserfassung gelegt wird –, wird er zum bloß noch vorhandenen Masse-Ding. Traditionell ließ die Metaphysik allein Letzterem Realität zukommen, während Heidegger das Verhältnis sozusagen umkehrt: „Zuhandenheit ist die ontologisch-kategoriale Bestimmung von Seiendem, wie es «an sich» ist.“ Heidegger versucht also, das Sein von dort aus zu verstehen, wo wir uns immer schon befinden, dies allerdings in einer philosophisch reflektierten Weise: durch „Destruktion“ der traditionellen metaphysischen Konzepte.

### „Humanismus“
In engem Zusammenhang mit Heideggers Kritik an der Metaphysik steht der sich gegen den Humanismus richtende Vorwurf der Seinsvergessenheit. Mit „Humanismus“ ist allerdings bei Heidegger nicht irgendein historischer Humanismus in seiner redlichen Bemühung um den Menschen gemeint, sondern das metaphysische Menschenbild des Humanismus. Im Brief über den »Humanismus« schreibt Heidegger:
„Jede Bestimmung des Wesens des Menschen, die schon die Auslegung des Seienden ohne die Frage nach der Wahrheit des Seins voraussetzt (...), ist metaphysisch. Dann zeigt sich, und zwar im Hinblick auf die Art, wie das Wesen des Menschen bestimmt wird, das eigentliche aller Metaphysik darin, daß sie ‚humanistisch‘ ist. Demgemäß bleibt jeder Humanismus metaphysisch.“.
Humanismus ist also für Heidegger die metaphysisch-seinsvergessene Auslegung des Wesens des Menschen. Er kommt in verschiedenen historischen Ausprägungen vor, so als historischer, christlicher, marxscher und sartrescher Humanismus. Jede dieser Auffassungen geht von einem metaphysischen Paradigma aus, d. h. einer vorgeschalteten Auslegung des Seienden und der Welt, von wo aus sie anschließend das Wesen des Menschen, die humanitas zu bestimmen sucht.
Allen gemeinsam ist die Bestimmung des Menschen als animal rationale. Heidegger kritisiert hieran die Zusammenstückung des Menschen aus animal und ratio, also aus Tier und Vernunft: es wird von der metaphysischen Annahme des Menschen als Tier ausgegangen, dem dann noch, gleichsam akzidentiell, die Vernunft zukomme. Laut Heidegger ist durch diesen „Zusammenbau“ des Menschen das Wesen desselben nicht zu fassen. Zentral sei für den Menschen nicht seine biologische Verwandtschaft zum Tier, sondern seine Beziehung zum Sein.
Hier ändert sich nun auch Heideggers Auffassung der Seinsvergessenheit: War diese zuvor wesentlich durch die Nichtbeachtung der ontologischen Differenz bestimmt, so zeigt sich die Seinsvergessenheit nach der Kehre eher als Seinsverlassenheit. Während nämlich in „Sein und Zeit“ Heidegger in seinem Verständnis von Wahrheit noch davon ausgeht, diese auf die Erschlossenheit des Daseins zurückführen zu können, versteht er Wahrheit später als ein sich vom Sein selbst her ereignendes Geschehen. Der Mensch ist sodann für die Überwindung der Seinsvergessenheit auf die Wahrheit des Seins angewiesen und dass sich dieses ihm zuwendet. Da die Seinsvergessenheit nun keine Verfehlung des Menschen mehr ist, sondern auf dem Entzug des Seins basiert, spricht Heidegger, um dies deutlich zu machen, gelegentlich auch von der Seinsverlassenheit.

### Religion
Bezüglich der Religion deutet der Begriff an, dass im Denken der Ontotheologie Sein mit Seiendem gleichgesetzt wurde und dieses als von Gott erschaffenes, als ens creatum, aufgefasst wird. Alternativ wird Sein überhaupt mit Gott identifiziert. Beides ist Ausdruck der Seinsvergessenheit, da ein solches Denken die Dinge sich nicht von sich selbst her in ihrem Sein zeigen lässt, sondern ihnen vorab eine Interpretation überstülpt, z. B. die, Geschaffenes zu sein.

### Wissenschaft
„Die Wissenschaft denkt nicht.“ Dieser Satz Heideggers aus dem Vortrag „Was heißt Denken?“ hat seinerzeit viel Aufsehen erregt. Heidegger möchte damit zum Ausdruck bringen, dass die Wissenschaft zwar das Seiende analysiert, erklärt, begründet und berechnet, jedoch nicht dem Sein als Auslegungshorizont nachdenkt. Das Sein ließe sich hier gleichsam als Verständnishorizont beschreiben, auf dessen Hintergrund auch erst die Untersuchungsobjekte der Wissenschaft, das Seiende, erscheinen. Der Wissenschaft wird dieser Verständnishorizont aber selbst nicht zum Problem, sondern bleibt unthematisch. Die Aufgabe der Philosophie sieht Heidegger gerade darin, diese Voraussetzungen zum Thema zu machen, zumal die Wissenschaft dies selbst nicht denken kann. Heidegger: „Man kann nicht mit den Methoden der Physik sagen, was die Physik ist. Sondern was die Physik ist, kann ich nur denken.“
Für Heidegger heißt „Denken“ somit Seinsdenken in einer doppelten Bedeutung: Zum einen denkt das Denken dem Sein nach und zum anderen „gehört“ es – da sich Wahrheit vom Sein her ereignet – dem Sein. Wenn die Wissenschaft, wie Heidegger sagt, „nicht denkt“, dann meint dies, dass sie nicht dem Sein nachdenkt, seinsvergessen ist. Stattdessen befasst sie sich nur mit konkreten Einzelerscheinungen, dem Seienden. Das Ganze, in welches die untersuchten Einzelgegenstände eingebunden sind, also die Welt als Bedeutungsganzheit, kann die Wissenschaft jedoch nicht thematisieren. Von der Welt bzw. dem Sein her bestimmt sich jedoch auch das Sein des einzelnen Seienden: ob der Mensch das bloße Gefühl von Zahnschmerzen als Strafe Gottes auffasst, wie vielleicht im Mittelalter, oder als bakterielle Entzündung, ist abhängig von der Welt, in welcher er lebt. Diese Welt, bzw. das Sein im ganzen, kann jedoch die Wissenschaft nicht thematisieren – oder wäre, wenn sie es doch tut, schon Denken, Philosophie.

## Seinsvergessenheit und Seinsgeschichte
Wie oben bereits erwähnt, versucht Heidegger nach „Sein und Zeit“ den Bezug des Menschen zum Sein als durch die Wahrheit des Seins ereignet zu denken. Damit ist ein geschichtliches Geschehen verbunden, je nachdem, wie sich das Sein zu welcher Zeit dem Menschen zeigte. Das Sein, in dessen Licht alles Seiende erst begegnen kann, zeigt sich epochal-geschichtlich dem Menschen von sich aus in unterschiedlichster Weise. Eine neue Sicht auf die Welt kann der Mensch dabei nicht einfach von sich aus „herstellen“ oder deduzieren, denn es gibt keinen letzten Grund, der philosophisch gesehen Wahrheit sichert. Ein letzter großer Versuch, einen solchen Grund zu bereiten, war das kartesische Subjekt, welches dann in seiner Fortführung bei Kant durch transzendentale Kategorien die Naturerkenntnis sichern sollte. Heidegger sieht diesen Versuch als gescheitert an, wie auch jede andere Philosophie scheitern muss, die ihre Erkenntnis an letzte Gründe und Ursachen bindet.
Er wendet sich stattdessen der Philosophiegeschichte zu, welche er durch den Bezug des Menschen zum Sein geprägt sieht. Dieses zeigt und entzieht sich dem Menschen zugleich, so dass epochal verschiedene „Auslegungen“ dessen, was ist, des Seins, hervorgebracht werden. Die Epochen kennzeichnen sich dadurch, dass in jeder ihrer ein bedeutender Denker sich dem Sein gewidmet hat, in seiner Philosophie das Sein zur Sprache gebracht hat. Nun kann nach Heidegger der Mensch nicht selbst über seinen Erkenntnisfortschritt verfügen, sondern ist auf den „Zuspruch des Seins“ angewiesen. Die einzelnen Philosophen können also nur insoweit das Sein zur Sprache bringen, wie es sich dem Menschen offenbart. Nicht falsch verstehen darf man jedoch, dass für Heidegger in diesem Zusammenhang „Sein“ so etwas wie eine Entität ist, die ihre schicksalhafte Herrschaft auf den Menschen ausübt. Heideggers seinsgeschichtliches Denken stellt den Versuch dar, eine geistesgeschichtliche Entwicklung zu denken, die nicht mehr auf der Grundannahme einer einzigen ewig gültigen Wahrheiten aufbaut und anhand dieser alles Geschehene interpretiert. Hannah Arendt formuliert zu Heideggers achtzigstem Geburtstag treffend: „Heidegger denkt nicht über etwas, Heidegger denkt etwas.“
Für Heidegger stellt sich in der Seinsgeschichte der „Kulturprozess“ als ein Verfallsprozess dar, in welchem ein ursprünglicher Bezug des Menschen zum Sein, wie ihn Heidegger noch bei den Vorsokratikern sah, verschüttet wird. Die steigende Seinsvergessenheit ist jedoch nicht auf einen Mangel oder Versagen des Menschen zurückzuführen, sondern liegt vielmehr in der Natur der Sache: Wo kein Subjekt mehr ist, nach dem sich – wie Kant dies formulierte – die Natur zu richten hat, da kann Wahrheit nicht hergestellt werden. Der Mensch kann sich nur für den „Zuspruch des Seins offenhalten“, womit Heidegger eine spezielle Geisteshaltung meint, die den Dingen weder eine idealistische Interpretation überstülpt, noch die Dinge nur von ihrer materiellen Seite her in den Blick bringt. Um zu verstehen, was etwas ist, braucht es den richtigen Abstand, der den Dingen den Raum gibt als das zu erscheinen, was sie sind. Der Mensch kann sich dann allein für die Ankunft des Seins offen halten. Diese Haltung ist jenseits von Aktivität und Passivität geprägt durch eine Grundstimmung, durch welche erst die Offenheit verbürgt wird. Heidegger fasst diese Grundstimmung als Scheu vor dem Ereignis.
Heideggers Einteilung der Seinsgeschichte in Epochen folgend, ist das Zeitalter nach Nietzsche die Epoche, in welcher die Seinsvergessenheit am stärksten ausgeprägt ist. Dies zeigt sich an dem um sich greifenden Nihilismus, dessen konkrete Ausprägung Heidegger in Gestalt der Technik sieht. Technik lässt nach Heidegger die Dinge nicht in ihrem Sein erscheinen, sondern stellt sie immer nur unter den an sie angelegten Maßstäben vor, also durch Rückbindung an die vom Subjekt vorgegebenen Maßstäbe. Dies einzusehen und die Einseitigkeit des modernen Nihilismus zu überwinden, kann der Mensch sich jedoch nicht programmatisch annehmen, denn wie und auf was sollte er sich stattdessen richten? Heidegger:
„Wir denken noch nicht, weil das zu-Denkende sich vom Menschen abwendet und keinesfalls nur deshalb, weil der Mensch sich dem zu-Denkenden nicht hinreichend zuwendet.“
Heideggers Denken bleibt daher eine Vorbereitung für ein möglicherweise kommendes Ereignis, bei welchem der Mensch die Seinsvergessenheit hinter sich lässt und wieder einen ursprünglichen Bezug zum Sein findet, d. h. sich selbst durch dieses bestimmt begreift. Die Vorbereitung besteht zum einen in der Destruktion der traditionellen Metaphysik, zum anderen darin, eine Grundstimmung zu suchen, welche nicht die Selbstsicherheit eines Subjekts wäre, das sich anmaßt alles unter seinen Kategorien und somit als immer schon bekannt zu verorten, sondern eine Scheu, welche dem Neuen mit der Sorge begegnet, dies nicht in seinen Eigenheiten zu übergehen.